# Niederkirchen (Westpfalz)
Niederkirchen ist die am weitesten nördlich gelegene Ortsgemeinde im Landkreis Kaiserslautern in Rheinland-Pfalz. Sie gehört der Verbandsgemeinde Otterbach-Otterberg an.

## Geographie

### Lage
Niederkirchen liegt 16 Kilometer nördlich von Kaiserslautern mitten im Nordpfälzer Bergland und bildet den nördlichen Abschluss des Landkreises Kaiserslautern. Nachbargemeinden sind – im Uhrzeigersinn – Seelen, Reichsthal, Imsweiler, Gundersweiler, Heiligenmoschel, Schallodenbach, Olsbrücken, Kreimbach-Kaulbach, Wolfstein, Relsberg, Morbach, Wörsbach und Hefersweiler.

### Gemeindegliederung
Die Gemeinde Niederkirchen gliedert sich in vier Ortsbezirke:
| Ortsteil      | zugehörige Wohnplätze                |
| ------------- | ------------------------------------ |
| Heimkirchen   | Holbornerhof, Karlshöhe und Kreuzhof |
| Morbach       |                                      |
| Niederkirchen | Bügenmühlerhof                       |
| Wörsbach      | Amoshof, Neuhof und Rauschermühle    |

### Erhebungen
Im Südosten des Gemeindegebiets an der Grenze zu Schallodenbach und Heiligenmoschel erstrecken sich der 459,7 m ü. NHN hohe Reiserberg und westlich von ihm der 444 Meter hohe Galgen. Weiter nördlich liegt der 414,7 Meter hohe Buchborn. Im Westen befindet sich der Eichelberg, der 420 Meter hohe Bornberg, der 387 Meter hohe Heidenberg und der 402,9 Meter hohe Buchenknopf. Weiter östlich erhebt sich der 396 Meter hohe Eulenberg.

### Gewässer
Mitten durch das Gemeindegebiet fließt der Odenbach. An der Gemarkungsgrenze zu Schallodenbach nimmt er von links den Faulborn, danach den Neuhöfer Bach und den Wörsbach sowie von rechts den Finstergraben und den Käsbach auf. Mitten im Siedlungsgebiet münden von links der Weilerbach sowie von rechts der Steinbach in den Odenbach und ganz im Norden der Gemarkung der Farsbach, der Kohlengraben, der Morgraben und der Moorbach.

## Geschichte
Von 1798 bis 1814, als die Pfalz Teil der Französischen Republik (bis 1804) und anschließend Teil des Napoleonischen Kaiserreichs war, war Niederkirchen in den Kanton Otterberg eingegliedert. 1815 gehörte die Gemeinde zunächst zu Österreich. Ein Jahr später wechselte sie in das Königreich Bayern. Von 1818 bis 1862 gehörte sie dem Landkommissariat Kaiserslautern an; aus diesem ging das Bezirksamt Kaiserslautern hervor.
Ab 1939 war der Ort Bestandteil des Landkreises Kaiserslautern. Nach dem Zweiten Weltkrieg wurde Niederkirchen innerhalb der französischen Besatzungszone Teil des damals neu gebildeten Landes Rheinland-Pfalz. Im Zuge der ersten rheinland-pfälzischen Verwaltungsreform wurden die Nachbarorte Heimkirchen, Morbach und Wörsbach nach Niederkirchen eingemeindet. Drei Jahre später wurde die Gemeinde in die neu gebildete Verbandsgemeinde Otterberg eingegliedert. Seit 1. Juli 2014 gehört sie zur Verbandsgemeinde Otterbach-Otterberg, die durch Fusion der Verbandsgemeinden Otterberg und Otterbach entstand.

## Politik

### Gemeinderat
Der Gemeinderat in Niederkirchen besteht aus 16 Ratsmitgliedern, die bei der Kommunalwahl am 9. Juni 2024 in einer personalisierten Verhältniswahl gewählt wurden, und dem ehrenamtlichen Ortsbürgermeister als Vorsitzendem.
Die Sitzverteilung im Gemeinderat:
| Wahl | SPD | CDU | FWG | Gesamt   |
| ---- | --- | --- | --- | -------- |
| 2024 | 9   | –   | 7   | 16 Sitze |
| 2019 | 9   | –   | 7   | 16 Sitze |
| 2014 | 9   | 2   | 5   | 16 Sitze |
| 2009 | 9   | 2   | 5   | 16 Sitze |
| 2004 | 9   | 3   | 4   | 16 Sitze |

### Ortsbürgermeister
Ortsbürgermeister von Niederkirchen ist Wolfgang Pfleger (SPD). Bei der Direktwahl am 26. Mai 2019 wurde er mit einem Stimmenanteil von 82,17 % gewählt und damit Nachfolger von Marco Schuster (SPD), der nicht erneut für dieses Amt kandidiert hatte. Bei der Direktwahl am 9. Juni 2024 wurde Pfleger als einziger Bewerber mit 78,7 % für weitere fünf Jahre wiedergewählt.

### Wappen
| Wappen von Niederkirchen | Blasonierung: „In Silber ein schwarzer Balken, belegt mit fünf silbernen Bollen 2:1:2, oben ein blauer Wellenpfahl, belegt mit einem wachsenden goldenen Schilfkolben und beseitet rechts von einer schwebenden blaubedachten roten Kirche mit goldenen Fenstern, oben rechts bewinkelt von einem blauen Rost, unten ein von einer aus dem Balken herausragenden blauen Lanze durchbohrter rotbezungter grüner Drache.“ |
| Wappen von Niederkirchen | Wappenbegründung: Es wurde 1988 von der Bezirksregierung Neustadt genehmigt und enthält Figuren der historischen Wappen der vier Ortsteile. |

### Gemeindepartnerschaft
- Mit der französischen Gemeinde Grancey-le-Château-Neuvelle in Burgund unterhält Niederkirchen eine Partnerschaft.

## Kulturdenkmäler
Der alte und der neue jüdische Friedhof sind jeweils als Denkmalzonen ausgewiesen. Hinzu kommen insgesamt 14 Einzelobjekte, die unter Denkmalschutz stehen.

## Verkehr
- Der Öffentliche Nahverkehr ist in den Verkehrsverbund Rhein-Neckar integriert.
- Die Gemeinde ist durch die A 6 (Anschlussstelle: Kaiserslautern-West oder Enkenbach-Alsenborn) und auch A63 (Anschlussstelle: Winnweiler) an das Autobahnnetz angebunden.

## Persönlichkeiten

### Söhne und Töchter der Gemeinde
- Jakob Schunk (1902–1976), Politiker (SPD)
- Karl Bäcker (1920–2008), Politiker (SPD)
- Volker Klein (1949–2023), Fußballspieler

### Personen, die vor Ort gewirkt haben
- Olaf Marschall (* 1966), Fußballspieler und -trainer, lebt in Niederkirchen